# Chrysiptera caeruleolineata
Chrysiptera caeruleolineata är en fiskart som först beskrevs av Allen, 1973.  Chrysiptera caeruleolineata ingår i släktet Chrysiptera och familjen Pomacentridae. Inga underarter finns listade i Catalogue of Life.